# Монофілія

Рептилії та птахи (виділена область на кладистичній діаграмі) є монофілетичною групою.

Монофі́лія в філогенетиці (грец. "з одного племені") означає походження таксона або групи таксонів від одного спільного попередника; «монофілетичною», таким чином, є група, що містить у собі попередникову форму та всіх його нащадків. Обидві ці вимоги є класифікаційно принциповими: група споріднених таксонів, що не включає їхнього спільного попередника, відповідно до правил філогенетики має бути визначена як поліфілетична, а група споріднених таксонів, що включає спільного попередника, але не всі таксони, що від нього походять, визначається як парафілетична.
Наприклад, всі істоти з роду Homo вважаються такими, що мають спільну попередникову форму з родини Гомініди, і досі невідомо ніяких інших нащадків цього попередника. Таким чином, рід Homo є монофілетичним. У разі, якщо буде доведено, що Homo habilis розвинувся з іншої попередникової форми, ніж Homo sapiens, і цей попередник не входить до роду Homo, рід стане поліфілетичним. Позаяк у сучасній систематиці є виражена тенденція до створення (або виокремлення) монофілетичних систематичних груп, у цьому випадку, скоріше за все, рід Homo буде розділено на два окремі конвергентні роди, або розширено із включенням в нього додаткових попередникових форм.
Деякі еволюційні таксономісти віддають перевагу використанню терміна «голофілетичний» замість «монофілетичний» для позначення описаного вище типу таксономічних груп, а терміном «монофілетичний» користуються в його давнішому сенсі, коли ним позначали загалом голофілетичні та парафілетичні групи.
Деякі (а часом значні) труднощі у роботі таксономістів викликає формування монофілетичних груп з рослинних видів з огляду на поліплоїдизацію, що часто зустрічається у рослин. Справа в тому, що було достеменно показане походження деяких поліплоїдних видів рослин від гібридизації двох різних видів кілька разів поспіль. Наприклад, гібридний дикорослий козлобородник (Tragopogon miscellus) на території штату Вашингтон з'являвся незалежно щонайменше 20 разів у результаті гібридизації двох інших наявних там видів козлобородників. У разі буквального дотримання вимог філогенетичної класифікації всі ці 20 популяцій гібридного козлобородника мають бути визначені як окремі види, що суперечить здоровому глузду: адже всі вони генетично однакові (виключаючи рівень індивідуальних мутацій), мають однаковий фенотип, спосіб життя й вільно схрещуються.